# 284P/McNaught
284P/McNaught è una cometa periodica appartenente alla famiglia delle comete gioviane; la cometa è stata scoperta il 17 aprile 2007 dall'astronomo Robert H. McNaught, la sua riscoperta il 1 maggio 2013 ha permesso di numerarla. Unica caratteristica di questa cometa è di avere una relativamente piccola MOID col pianeta Giove, con quest'ultimo ha avuto un incontro particolarmente ravvicinato il 19 marzo 1980 quando i due corpi celesti transitarono a sole 0,284 UA di distanza.